# Vincitori del premio Nobel per la pace
Segue un elenco dei vincitori del Premio Nobel per la pace. Il Premio viene assegnato annualmente dal Comitato per il Nobel norvegese, composto da cinque persone scelte dal Parlamento norvegese.

## Elenco dei vincitori
Dal 1901 al 2018, sono stati insigniti del Premio Nobel per la pace 105 persone (tra cui sedici donne, più di ogni altro Premio Nobel) e 24 organizzazioni diverse. Solo due destinatari del premio hanno ricevuto il Nobel per la pace più di una volta: il Comitato internazionale della Croce Rossa ha vinto il premio tre volte (nel 1917, 1944 e 1963), mentre l'Alto commissariato delle Nazioni Unite per i rifugiati è stato insignito del premio in due occasioni (1954 e 1981). Dalla sua creazione, ci sono stati 19 anni in cui il Premio Nobel per la pace non è stato assegnato, più volte di ogni altro Premio Nobel.
Lê Đức Thọ è l'unica persona ad aver rifiutato il Premio Nobel per la pace. Lê Đức Thọ era stato insignito del premio nel 1973, insieme a Henry Kissinger, con l'unanimità da parte della commissione, ma rifiutò il Nobel sostenendo che certe "svenevolezze borghesi" non facevano per lui e che gli accordi di pace di Parigi non erano stati pienamente rispettati.
| Anno | Ritratto                             | Premiati                                                        | Nazionalità              | Motivazione |
| ---- | ------------------------------------ | --------------------------------------------------------------- | ------------------------ | --- |
| 1901 |                                      | Jean Henri Dunant                                               | Svizzera                 | Fondatore della Croce Rossa e ideatore delle convenzioni di Ginevra per i diritti umani |
| 1901 |                                      | Frédéric Passy                                                  | Francia                  | Fondatore e presidente della prima società per la pace Società d'arbitraggio tra le Nazioni |
| 1902 |                                      | Élie Ducommun                                                   | Svizzera                 | Segretario onorario dell'Ufficio internazionale per la pace di Berna |
| 1902 |                                      | Charles Albert Gobat                                            | Svizzera                 | Segretario generale dell'Unione interparlamentare e segretario onorario dell'Ufficio internazionale per la pace |
| 1903 |                                      | William Randal Cremer                                           | Regno Unito              | Segretario della Lega internazionale dell’arbitrato |
| 1904 |                                      | Institut de droit international                                 | Belgio                   | “Per i suoi sforzi come organo non ufficiale per la formulazione dei principi generali della scienza del diritto internazionale„ |
| 1905 |                                      | Bertha von Suttner                                              | Austria-Ungheria         | Presidente onoraria dell'Ufficio internazionale per la pace |
| 1906 |                                      | Theodore Roosevelt                                              | Stati Uniti              | Presidente degli Stati Uniti; “per la sua mediazione riuscita per porre fine alla guerra russo-giapponese e per il suo interesse per l'arbitrato, avendo fornito alla corte arbitrale dell'Aia il suo primo caso„ |
| 1907 |                                      | Ernesto Teodoro Moneta                                          | Italia                   | Presidente dell'Unione lombarda per la pace e della Società per la pace e la giustizia internazionale |
| 1907 |                                      | Louis Renault                                                   | Francia                  | Professore di diritto internazionale alla Sorbona |
| 1908 |                                      | Klas Pontus Arnoldson                                           | Svezia                   | Fondatore dell'Associazione svedese per la pace e l'arbitrato |
| 1908 |                                      | Fredrik Bajer                                                   | Danimarca                | Presidente onorario dell'Ufficio internazionale per la pace |
| 1909 |                                      | Auguste Beernaert                                               | Belgio                   | Membro del parlamento belga e della Corte permanente di arbitrato |
| 1909 |                                      | Paul-Henri-Benjamin d'Estournelles de Constant                  | Francia                  | Fondatore e presidente del gruppo parlamentare francese per l'arbitrato internazionale e fondatore del comitato per la difesa degli interessi nazionali e di conciliazione internazionale |
| 1910 |                                      | Bureau international permanent de la paix                       | Svizzera                 | “Per aver agito come collegamento tra le società di pace dei vari paesi„ |
| 1911 |                                      | Tobias Michael Carel Asser                                      | Paesi Bassi              | Iniziatore delle Conferenze sul diritto privato internazionale a L'Aia |
| 1911 |                                      | Alfred Hermann Fried                                            | Austria-Ungheria         | Giornalista, fondatore del Die Friedenswarte |
| 1912 |                                      | Elihu Root                                                      | Stati Uniti d'America    | “Per l'avvio di vari trattati di arbitrato„ |
| 1913 |                                      | Henri La Fontaine                                               | Belgio                   | Presidente dell'Ufficio internazionale per la pace |
| 1914 |                                      | non è stato assegnato causa guerra                              |                          | |
| 1915 |                                      | non è stato assegnato causa guerra                              |                          | |
| 1916 |                                      | non è stato assegnato causa guerra                              |                          | |
| 1917 |                                      | Comitato internazionale della Croce Rossa                       | Svizzera                 | “Per aver intrapreso l'enorme compito di cercare di proteggere i diritti di molti prigionieri di guerra su tutti i fronti, incluso il loro diritto di stabilire contatti con le loro famiglie„ |
| 1918 |                                      | non è stato assegnato                                           |                          | |
| 1919 |                                      | Thomas Woodrow Wilson                                           | Stati Uniti              | Presidente degli Stati Uniti, promotore della Lega delle Nazioni |
| 1920 |                                      | Léon Victor Auguste Bourgeois                                   | Francia                  | Presidente del Consiglio della Lega delle Nazioni |
| 1921 |                                      | Karl Hjalmar Branting                                           | Svezia                   | Primo ministro, delegato svedese del Consiglio della Lega delle Nazioni |
| 1921 |                                      | Christian Lous Lange                                            | Norvegia                 | Segretario generale dell'Unione interparlamentare |
| 1922 |                                      | Fridtjof Nansen                                                 | Norvegia                 | Delegato norvegese alla Lega delle Nazioni, inventore del Passaporto Nansen per le persone rifugiate |
| 1923 |                                      | non è stato assegnato                                           |                          | |
| 1924 |                                      | non è stato assegnato                                           |                          | |
| 1925 |                                      | Austen Chamberlain                                              | Regno Unito              | Co-ideatore dei Trattati di Locarno |
| 1925 |                                      | Charles Gates Dawes                                             | Stati Uniti              | Presidente della commissione alleata per la ricostruzione dopo la prima guerra mondiale e ideatore del Piano Dawes |
| 1926 |                                      | Aristide Briand                                                 | Francia                  | Co-ideatori dei Trattati di Locarno |
| 1926 |                                      | Gustav Stresemann                                               | Germania                 | Co-ideatori dei Trattati di Locarno |
| 1927 |                                      | Ferdinand Buisson                                               | Francia                  | Fondatore e presidente della Lega per i diritti umani |
| 1927 |                                      | Ludwig Quidde                                                   | Germania                 | Professore, relatore in numerose conferenze di pace |
| 1928 |                                      | non è stato assegnato                                           |                          | |
| 1929 |                                      | Frank Billings Kellogg                                          | Stati Uniti              | Co-ideatore del Patto Briand-Kellogg |
| 1930 |                                      | Nathan Söderblom                                                | Svezia                   | Leader del movimento ecumenico |
| 1931 |                                      | Jane Addams                                                     | Stati Uniti              | Presidente della Lega internazionale delle donne per la pace e la libertà |
| 1931 |                                      | Nicholas Murray Butler                                          | Stati Uniti              | Promotore del Patto Briand-Kellogg |
| 1932 |                                      | non è stato assegnato                                           |                          | |
| 1933 |                                      | Norman Angell                                                   | Regno Unito              | Membro del Comitato esecutivo della Lega delle Nazioni e del Consiglio nazionale per la pace |
| 1934 |                                      | Arthur Henderson                                                | Regno Unito              | Presidente della Conferenza per il disarmo della Lega delle Nazioni |
| 1935 |                                      | Carl Von Ossietzky                                              | Germania                 | Giornalista pacifista, recluso dal 1933 per ordine della Gestapo |
| 1936 |                                      | Carlos Saavedra Lamas                                           | Argentina                | ”Per la sua mediazione volta a porre fine al conflitto tra Paraguay e Bolivia (Guerra del Chaco)„ |
| 1937 |                                      | Robert Cecil                                                    | Regno Unito              | Fondatore e presidente della Campagna internazionale per la pace |
| 1938 |                                      | Ufficio internazionale Nansen per i rifugiati                   | Svizzera                 | “Per il suo lavoro nell'aiutare i rifugiati„ |
| 1939 |                                      | non è stato assegnato causa guerra                              |                          | |
| 1940 |                                      | non è stato assegnato causa guerra                              |                          | |
| 1941 |                                      | non è stato assegnato causa guerra                              |                          | |
| 1942 |                                      | non è stato assegnato causa guerra                              |                          | |
| 1943 |                                      | non è stato assegnato causa guerra                              |                          | |
| 1944 |                                      | Comitato internazionale della Croce Rossa                       | Svizzera                 | “Per l'ottimo lavoro svolto durante la guerra a favore dell'umanità„ |
| 1945 |                                      | Cordell Hull                                                    | Stati Uniti              | Cofondatore principale delle Nazioni Unite |
| 1946 |                                      | Emily Greene Balch                                              | Stati Uniti              | Presidente onoraria della Lega internazionale delle donne per la pace e la libertà |
| 1946 |                                      | John Mott                                                       | Stati Uniti              | Presidente del Consiglio missionario internazionale e presidente della Young Men's Christian Association (YMCA) |
| 1947 |                                      | The American Friends Service Committee                          | Stati Uniti              | “compassione per gli altri e desiderio di aiutarli„ |
| 1947 | The Friends Service Council          | Regno Unito                                                     |                          | “compassione per gli altri e desiderio di aiutarli„ |
| 1948 |                                      | non è stato assegnato                                           |                          | “Poiché non c'era nessun candidato idoneo vivente” (in tributo a Mahatma Gandhi, in quanto il premio non può essere assegnato postumamente) |
| 1949 |                                      | John Boyd Orr                                                   | Regno Unito              | Organizzatore e direttore generale della FAO, presidente del Consiglio nazionale per la pace e dell'Unione mondiale delle organizzazioni di pace |
| 1950 |                                      | Ralph Bunche                                                    | Stati Uniti              | Mediatore in Palestina (1948) |
| 1951 |                                      | Leon Jouhaux                                                    | Francia                  | Presidente del Sindacato francese CGT, vice presidente della Confederazione internazionale dei sindacati liberi e della Federazione sindacale mondiale, membro del Consiglio dell'Organizzazione internazionale del lavoro, delegato all'ONU |
| 1952 |                                      | Albert Schweitzer                                               | Germania Ovest / Francia | Chirurgo missionario, fondatore dell'ospedale Lambaréné in Gabon (sviluppo della filosofia di “Rispetto per la vita”) |
| 1953 |                                      | George Catlett Marshall                                         | Stati Uniti              | Ideatore del Piano Marshall |
| 1954 |                                      | Alto commissariato delle Nazioni Unite per i rifugiati (UNHCR)  | Nazioni Unite            | |
| 1955 |                                      | non è stato assegnato                                           |                          | |
| 1956 |                                      | non è stato assegnato                                           |                          | |
| 1957 |                                      | Lester Pearson                                                  | Canada                   | Presidente della 7ª sessione dell'Assemblea generale delle Nazioni Unite (introduzione delle forze di pace per risolvere la crisi di Suez) |
| 1958 |                                      | Georges Pire                                                    | Belgio                   | Capo dell'organizzazione di soccorso per i rifugiati l'Europe du Coeur au Service du Monde |
| 1959 |                                      | Philip Noel-Baker                                               | Regno Unito              | Per la sua vita ardente spesa per la pace e la cooperazione internazionale |
| 1960 |                                      | Albert John Lutuli                                              | Sudafrica                | Presidente dell'African National Congress; “era in prima linea nella lotta contro l'apartheid in Sudafrica„ |
| 1961 |                                      | Dag Hjalmar Agne Carl Hammarskjoeld (postumo)                   | Svezia                   | Segretario generale delle Nazioni Unite |
| 1962 |                                      | Linus Carl Pauling                                              | Stati Uniti              | Chimico e pacifista, professore al Caltech, promotore della campagna contro i test nucleari |
| 1963 |                                      | Comitato internazionale della Croce Rossa                       | Svizzera                 | Per il loro lavoro nella protezione dei diritti umani nei 100 anni di esistenza del CICR |
| 1963 | Lega delle società della Croce Rossa |                                                                 | Svizzera                 | Per il loro lavoro nella protezione dei diritti umani nei 100 anni di esistenza del CICR |
| 1964 |                                      | Martin Luther King                                              | Stati Uniti              | Capo della Southern Christian Leadership Conference, attivista per i diritti civili |
| 1965 |                                      | Fondo delle Nazioni Unite per l'infanzia (UNICEF)               | Nazioni Unite            | |
| 1966 |                                      | non è stato assegnato                                           |                          | |
| 1967 |                                      | non è stato assegnato                                           |                          | |
| 1968 |                                      | René Cassin                                                     | Francia                  | Presidente della Corte europea dei diritti umani. |
| 1969 |                                      | Organizzazione internazionale del lavoro                        | Nazioni Unite            | |
| 1970 |                                      | Norman Borlaug                                                  | Stati Uniti              | Scienziato agrario al International Maize and Wheat Improvement Center (CIMMYT) |
| 1971 |                                      | Willy Brandt                                                    | Germania Ovest           | Cancelliere della Germania Ovest (promotore dell'Ostpolitik, politica di normalizzazione dei rapporti con la Germania Est e l'Europa dell'Est) |
| 1972 |                                      | non è stato assegnato                                           |                          | |
| 1973 |                                      | Henry A. Kissinger                                              | Germania/Stati Uniti     | Negoziatori degli accordi di pace di Parigi (per la fine della guerra del Vietnam) |
| 1973 |                                      | Lê Đức Thọ (rifiutato)                                          | Vietnam                  | Negoziatori degli accordi di pace di Parigi (per la fine della guerra del Vietnam) |
| 1974 |                                      | Seán MacBride                                                   | Francia / Irlanda        | Presidente dell'Ufficio internazionale per la pace e della Commissione della Namibia alle Nazioni Unite |
| 1974 |                                      | Eisaku Sato                                                     | Giappone                 | Primo Ministro giapponese, fece aderire il Giappone al Trattato di non proliferazione nucleare |
| 1975 |                                      | Andrej Dmitrievič Sacharov                                      | Unione Sovietica         | Fisico nucleare sovietico, promotore di campagne per i diritti umani |
| 1976 |                                      | Mairead Corrigan                                                | Regno Unito              | Fondatrici del movimento Northern Ireland Peace Movement (poi rinominato in Community of Peace People) |
| 1976 | Betty Williams                       |                                                                 | Regno Unito              | Fondatrici del movimento Northern Ireland Peace Movement (poi rinominato in Community of Peace People) |
| 1977 |                                      | Amnesty International                                           | Regno Unito              | Campagna contro la tortura |
| 1978 |                                      | Menachem Begin                                                  | Israele                  | Negoziatori degli accordi di Camp David per la pace tra Egitto e Israele |
| 1978 |                                      | Mohamed Anwar El Sadat                                          | Egitto                   | Negoziatori degli accordi di Camp David per la pace tra Egitto e Israele |
| 1979 |                                      | Madre Teresa di Calcutta                                        | Albania                  | Fondatrice delle Missionarie della carità, per la sua vita dedita alle vittime della povertà |
| 1980 |                                      | Adolfo Pérez Esquivel                                           | Argentina                | Difensore dei diritti umani durante la dittatura argentina |
| 1981 |                                      | Alto commissariato delle Nazioni Unite per i rifugiati (UNHCR)  | Nazioni Unite            | |
| 1982 |                                      | Alva Myrdal                                                     | Svezia                   | Delegati all'Assemblea generale delle Nazioni Unite sul disarmo |
| 1982 |                                      | Alfonso García Robles                                           | Messico                  | Delegati all'Assemblea generale delle Nazioni Unite sul disarmo |
| 1983 |                                      | Lech Wałęsa                                                     | Polonia                  | Fondatore di Solidarność e attivista per i diritti umani |
| 1984 |                                      | Desmond Mpilo Tutu                                              | Sudafrica                | Arcivescovo sudafricano, attivista anti-apartheid |
| 1985 |                                      | International Physicians for the Prevention of Nuclear War      | Stati Uniti              | Campagne informative per creare la consapevolezza delle conseguenze catastrofiche della guerra atomica |
| 1986 |                                      | Elie Wiesel                                                     | Romania / Stati Uniti    | Presidente della commissione presidenziale sull'olocausto (autore del romanzo La notte) |
| 1987 |                                      | Óscar Arias Sánchez                                             | Costa Rica               | “per il suo lavoro per la pace in America centrale, che ha portato all'accordo firmato in Guatemala, il 7 agosto di quest'anno” |
| 1988 |                                      | Forze di pace delle Nazioni Unite                               | Nazioni Unite            | Partecipazione a numerosi conflitti dal 1956 |
| 1989 |                                      | Tenzin Gyatso (14º Dalai Lama)                                  | Tibet                    | Contrarietà all'uso della violenza nella lotta del suo popolo per la liberazione del Tibet |
| 1990 |                                      | Michail Sergeevič Gorbačëv                                      | Unione Sovietica         | “per il suo ruolo di primo piano nel processo di pace che oggi caratterizza parti importanti della comunità internazionale” |
| 1991 |                                      | Aung San Suu Kyi                                                | Birmania                 | “per la sua lotta non violenta per la democrazia e i diritti umani” |
| 1992 |                                      | Rigoberta Menchú Tum                                            | Guatemala                | “in riconoscimento del suo lavoro per la giustizia sociale e la riconciliazione etno-culturale basata sul rispetto per i diritti dei popoli indigeni” |
| 1993 |                                      | Fredrik Willem De Klerk                                         | Sudafrica                | “per il loro lavoro per la risoluzione pacifica del regime di apartheid, e per aver gettato le basi per un nuovo Sudafrica democratico” |
| 1993 | Nelson Mandela                       |                                                                 | Sudafrica                | “per il loro lavoro per la risoluzione pacifica del regime di apartheid, e per aver gettato le basi per un nuovo Sudafrica democratico” |
| 1994 |                                      | Yasser Arafat                                                   | Palestina                | “per i loro sforzi per creare la pace in Medio Oriente” |
| 1994 |                                      | Shimon Peres                                                    | Israele                  | “per i loro sforzi per creare la pace in Medio Oriente” |
| 1994 |                                      | Yitzhak Rabin                                                   | Israele                  | “per i loro sforzi per creare la pace in Medio Oriente” |
| 1995 |                                      | Pugwash Conferences on Science and World Affairs                | Canada                   | “per i loro sforzi per ridurre il ruolo delle armi nucleari nella politica internazionale e, nel lungo periodo, per eliminare tali armi” |
| 1995 |                                      | Joseph Rotblat                                                  | Polonia / Regno Unito    | “per i loro sforzi per ridurre il ruolo delle armi nucleari nella politica internazionale e, nel lungo periodo, per eliminare tali armi” |
| 1996 |                                      | Carlos Filipe Ximenes Belo                                      | Timor Est                | “per il loro lavoro verso una soluzione giusta e pacifica del conflitto nel Timor Est” |
| 1996 | José Ramos Horta                     |                                                                 | Timor Est                | “per il loro lavoro verso una soluzione giusta e pacifica del conflitto nel Timor Est” |
| 1997 |                                      | Campagna internazionale per il bando delle mine antiuomo (ICBL) | Svizzera / Stati Uniti   | “per il lavoro svolto al fine di eliminare le mine anti-uomo” |
| 1997 | Jody Williams                        |                                                                 | Svizzera / Stati Uniti   | “per il lavoro svolto al fine di eliminare le mine anti-uomo” |
| 1998 |                                      | John Hume                                                       | Regno Unito              | “per i loro sforzi volti a trovare una soluzione pacifica al conflitto in Irlanda del Nord” |
| 1998 | David Trimble                        |                                                                 | Regno Unito              | “per i loro sforzi volti a trovare una soluzione pacifica al conflitto in Irlanda del Nord” |
| 1999 |                                      | Medici senza frontiere (ritirato da James Orbinski)             | Svizzera                 | “in riconoscimento del lavoro umanitario pionieristico dell'organizzazione in diversi continenti” |
| 2000 |                                      | Kim Dae-Jung                                                    | Corea del Sud            | “per il suo lavoro per la democrazia e i diritti umani in Corea del Sud e in Asia orientale, in generale, e per la pace e la riconciliazione con la Corea del Nord, in particolare” |
| 2001 | Kofi Annan, Photo: Harry Wad         | Kofi Annan                                                      | Ghana                    | “per il loro lavoro per un mondo meglio organizzato e più pacifico” |
| 2001 |                                      | Organizzazione delle Nazioni Unite                              | Nazioni Unite            | “per il loro lavoro per un mondo meglio organizzato e più pacifico” |
| 2002 |                                      | Jimmy Carter                                                    | Stati Uniti              | “per l'impegno instancabile decennale per trovare soluzioni pacifiche ai conflitti internazionali, per far avanzare la democrazia e i diritti umani, e per promuovere lo sviluppo economico e sociale” |
| 2003 |                                      | Shirin Ebadi                                                    | Iran                     | “per il suo impegno per la democrazia e i diritti umani. Si è concentrata soprattutto nella lotta per i diritti delle donne dei bambini e delle bambine” |
| 2004 |                                      | Wangari Maathai                                                 | Kenya                    | “per il suo contributo allo sviluppo sostenibile, alla democrazia e alla pace” |
| 2005 |                                      | Agenzia internazionale per l'energia atomica                    | Nazioni Unite            | “per i loro sforzi per impedire che l'energia nucleare venga usata per scopi militari e per assicurare che l'energia nucleare per scopi pacifici sia utilizzata nel modo più sicuro possibile” |
| 2005 |                                      | Mohamed ElBaradei                                               | Egitto                   | “per i loro sforzi per impedire che l'energia nucleare venga usata per scopi militari e per assicurare che l'energia nucleare per scopi pacifici sia utilizzata nel modo più sicuro possibile” |
| 2006 |                                      | Muhammad Yunus                                                  | Bangladesh               | “per i loro sforzi per creare lo sviluppo economico e sociale dal basso” |
| 2006 |                                      | Grameen Bank                                                    | Bangladesh               | “per i loro sforzi per creare lo sviluppo economico e sociale dal basso” |
| 2007 |                                      | Al Gore                                                         | Stati Uniti              | “per i loro sforzi per costruire e diffondere una maggiore conoscenza sui cambiamenti climatici causati dall'uomo, e per aver gettato le basi per le misure necessarie per contrastare tali cambiamenti” |
| 2007 |                                      | IPCC                                                            | Nazioni Unite            | “per i loro sforzi per costruire e diffondere una maggiore conoscenza sui cambiamenti climatici causati dall'uomo, e per aver gettato le basi per le misure necessarie per contrastare tali cambiamenti” |
| 2008 |                                      | Martti Ahtisaari                                                | Finlandia                | “per i suoi importanti sforzi, in diversi continenti e per più di tre decenni, per risolvere i conflitti internazionali” |
| 2009 |                                      | Barack Obama                                                    | Stati Uniti              | “per i suoi straordinari sforzi per rafforzare la diplomazia internazionale e cooperazione tra i popoli” |
| 2010 |                                      | Liu Xiaobo                                                      | Cina                     | “per la sua lunga e non violenta lotta per i diritti umani in Cina” |
| 2011 |                                      | Ellen Johnson Sirleaf                                           | Liberia                  | “per la loro lotta non violenta per la sicurezza delle donne e per i diritti di partecipazione delle donne in un processo di pace” |
| 2011 |                                      | Leymah Gbowee                                                   | Liberia                  | “per la loro lotta non violenta per la sicurezza delle donne e per i diritti di partecipazione delle donne in un processo di pace” |
| 2011 |                                      | Tawakkul Karman                                                 | Yemen                    | “per la loro lotta non violenta per la sicurezza delle donne e per i diritti di partecipazione delle donne in un processo di pace” |
| 2012 |                                      | Unione europea                                                  | Unione europea           | “per oltre sei decenni ha contribuito all'avanzamento della pace e della riconciliazione della democrazia e dei diritti umani in Europa” |
| 2013 |                                      | OPAC                                                            | Internazionale           | “per i suoi ampi sforzi per eliminare le armi chimiche” |
| 2014 |                                      | Kailash Satyarthi                                               | India                    | “per la loro lotta contro la sopraffazione dei bambini e dei giovani e per il diritto di tutti i bambini all'istruzione” |
| 2014 |                                      | Malala Yousafzai                                                | Pakistan                 | “per la loro lotta contro la sopraffazione dei bambini e dei giovani e per il diritto di tutti i bambini all'istruzione” |
| 2015 |                                      | Quartetto per il dialogo nazionale tunisino                     | Tunisia                  | “per il suo contributo decisivo alla costruzione di una democrazia pluralistica in Tunisia, sulla scia della Rivoluzione dei Gelsomini del 2011” |
| 2016 |                                      | Juan Manuel Santos                                              | Colombia                 | “per i suoi sforzi risoluti per portare al termine una lunga guerra civile del paese che dura da più di 50 anni” |
| 2017 |                                      | Campagna Internazionale per l’Abolizione delle Armi Nucleari    | Internazionale           | “per il suo lavoro per portare l'attenzione alle conseguenze umanitarie catastrofiche di qualunque uso delle armi nucleari e per i suoi straordinari sforzi per ottenere un trattato che metta al bando queste armi” |
| 2018 |                                      | Denis Mukwege                                                   | RD del Congo             | “per i loro sforzi per mettere fine alle violenze sessuali nei conflitti armati e nelle guerre” |
| 2018 |                                      | Nadia Murad                                                     | Iraq                     | “per i loro sforzi per mettere fine alle violenze sessuali nei conflitti armati e nelle guerre” |
| 2019 |                                      | Abiy Ahmed Ali                                                  | Etiopia                  | “per i suoi sforzi per raggiungere la pace e la cooperazione internazionale, e in particolare per la sua decisiva iniziativa per risolvere il conflitto di confine con la vicina Eritrea.” |
| 2020 |                                      | Programma alimentare mondiale                                   | Nazioni Unite            | “per i suoi sforzi nel combattere la fame, per i suoi contributi nel migliorare le condizioni della pace in aree di conflitto e per la sua azione nel prevenire l'uso della fame come arma per promuovere guerre e conflitti” |
| 2021 |                                      | Maria Ressa                                                     | Filippine / Stati Uniti  | “per i loro sforzi per salvaguardare la libertà di espressione, che è una condizione preliminare per la democrazia e una pace duratura” |
| 2021 |                                      | Dmitry Muratov                                                  | Russia                   | “per i loro sforzi per salvaguardare la libertà di espressione, che è una condizione preliminare per la democrazia e una pace duratura” |
| 2022 |                                      | Ales' Bjaljacki                                                 | Bielorussia              | “I vincitori del Premio per la pace rappresentano la società civile nei loro paesi d'origine. Da molti anni promuovono il diritto di criticare il potere e tutelare i diritti fondamentali dei cittadini. Hanno compiuto uno sforzo eccezionale per documentare i crimini di guerra, le violazioni dei diritti umani e l'abuso di potere. Insieme dimostrano l'importanza della società civile per la pace e la democrazia.” |
| 2022 |                                      | Memorial                                                        | Russia                   | “I vincitori del Premio per la pace rappresentano la società civile nei loro paesi d'origine. Da molti anni promuovono il diritto di criticare il potere e tutelare i diritti fondamentali dei cittadini. Hanno compiuto uno sforzo eccezionale per documentare i crimini di guerra, le violazioni dei diritti umani e l'abuso di potere. Insieme dimostrano l'importanza della società civile per la pace e la democrazia.” |
| 2022 |                                      | Centro per le libertà civili                                    | Ucraina                  | “I vincitori del Premio per la pace rappresentano la società civile nei loro paesi d'origine. Da molti anni promuovono il diritto di criticare il potere e tutelare i diritti fondamentali dei cittadini. Hanno compiuto uno sforzo eccezionale per documentare i crimini di guerra, le violazioni dei diritti umani e l'abuso di potere. Insieme dimostrano l'importanza della società civile per la pace e la democrazia.” |
| 2023 |                                      | Narges Mohammadi                                                | Iran                     | “per la sua lotta contro l’oppressione delle donne in Iran e per la promozione dei diritti umani e della libertà per tutti” |
| 2024 |                                      | Nihon Hidankyo                                                  | Giappone                 | “per i suoi sforzi volti a realizzare un mondo libero dalle armi nucleari e per aver dimostrato attraverso le testimonianze che le armi nucleari non devono mai più essere utilizzate” |

Fonte: - Nobelprize.org - Premi Nobel per la pace

## Statistiche

### Numero di vincitori per paese
| Nazione                    | Numero di premi |
| -------------------------- | --------------- |
| Stati Uniti                | 20              |
| Regno Unito                | 10              |
| Svizzera                   | 10              |
| Francia                    | 9               |
| Nazioni Unite              | 9               |
| Germania                   | 5               |
| Svezia                     | 5               |
| Belgio                     | 4               |
| Israele                    | 3               |
| Polonia                    | 2               |
| Sudafrica                  | 3               |
| Russia / Unione Sovietica  | 3               |
| Argentina                  | 2               |
| Austria / Austria-Ungheria | 2               |
| Bangladesh                 | 2               |
| Canada                     | 2               |
| Egitto                     | 2               |
| Iran                       | 2               |
| Liberia                    | 2               |
| Giappone                   | 2               |
| Norvegia                   | 2               |
| Timor Est                  | 2               |
| Etiopia                    | 1               |
| India                      | 1               |
| Pakistan                   | 1               |
| Albania                    | 1               |
| Bielorussia                | 1               |
| Birmania                   | 1               |
| Cina                       | 1               |
| Corea del Sud              | 1               |
| Costa Rica                 | 1               |
| Danimarca                  | 1               |
| Finlandia                  | 1               |
| Ghana                      | 1               |
| Guatemala                  | 1               |
| Italia                     | 1               |
| Kenya                      | 1               |
| Messico                    | 1               |
| Paesi Bassi                | 1               |
| Romania                    | 2               |
| Tibet                      | 1               |
| Tunisia                    | 1               |
| Unione europea             | 1               |
| Vietnam                    | 1               |
| Yemen                      | 1               |
| Zimbabwe                   | 1               |
| Colombia                   | 1               |
| Palestina                  | 1               |
| RD del Congo               | 1               |
| Iraq                       | 1               |
| Filippine                  | 2               |

### Numero di vincitori per sesso
| Sesso          | Numero di premi |
| -------------- | --------------- |
| Uomini         | 92              |
| Donne          | 19              |
| Organizzazioni | 30              |

## Politici o Capi di Stato premiati
Diversi sono stati gli uomini politici di primo piano a essere premiati, non sempre senza provocare polemiche. 
Alcuni erano capi di Stato, altri lo erano stati in passato o lo sarebbero diventati successivamente alla premiazione.
- 1906 – Theodore Roosevelt, presidente degli Stati Uniti
- 1919 – Thomas Woodrow Wilson, presidente degli Stati Uniti
- 1961 – Dag Hammarskjöld
- 1964 – Martin Luther King
- 1971 – Willy Brandt (Germania, allora Germania Ovest)
- 1973 – Lê Đức Thọ (Vietnam, prima Vietnam del Nord) e il segretario di stato statunitense Henry A. Kissinger
- 1978 – Menachem Begin (Israele) e Mohamed Anwar El Sadat (Egitto)
- 1983 – Lech Wałęsa (Polonia)
- 1987 – Óscar Arias Sánchez, presidente della Costa Rica
- 1989 – Tenzin Gyatso XIV Dalai Lama capo del Governo tibetano in esilio
- 1990 – Michail Sergeevič Gorbačëv, presidente dell'Unione Sovietica
- 1993 – Frederik Willem de Klerk e Nelson Mandela (Sudafrica)
- 1994 – Yasser Arafat (Palestina), Shimon Peres e Yitzhak Rabin (Israele)
- 2000 – Kim Dae-Jung, presidente della Corea del Sud
- 2001 – Kofi Annan (Ghana), segretario generale delle Nazioni Unite
- 2002 – Jimmy Carter (Stati Uniti)
- 2007 – Al Gore (Stati Uniti) e Rajendra Pachauri, India
- 2008 – Martti Ahtisaari (Finlandia)
- 2009 – Barack Obama, presidente degli Stati Uniti
- 2011 – Ellen Johnson Sirleaf, presidente della Liberia
- 2011 – Tawakkul Karman (Yemen)
- 2016 – Juan Manuel Santos, presidente della Colombia
- 2019 - Abiy Ahmed Ali, Primo ministro dell'Etiopia

## Organizzazioni premiate
Oltre che persone sono state premiate anche organizzazioni, soprattutto la Croce Rossa (Henry Dunant fu il primo a ottenere il premio, nel 1901) e le Nazioni Unite nelle loro diverse sottorganizzazioni:
- Croce Rossa
  - Henry Dunant, fondatore della Croce Rossa, nel 1901
  - Comitato internazionale della Croce Rossa, 1917, 1944 e 1963
  - Lega delle società della Croce Rossa, 1963
- Nazioni Unite
  - Le Nazioni Unite e il segretario generale Kofi Annan, 2001
  - Fondo delle Nazioni Unite per l'Infanzia, 1965
  - Organizzazione internazionale del lavoro, 1969
  - Forze di pace delle Nazioni Unite, 1988
  - Alto commissariato delle Nazioni Unite per i rifugiati, 1954 e 1981
  - Ipcc (Comitato intergovernativo per i mutamenti climatici dell'ONU), 2007
  - Programma alimentare mondiale, 2020
- Altre Organizzazioni
  - Agenzia internazionale per l'energia atomica, 2005
  - The American Friends Service Committee, 1947
  - Amnesty International, 1977
  - Medici senza frontiere (Doctors Without Borders, Médecins sans frontières, Médicos Sin Fronteras), 1999
  - The Friends Service Council, 1947
  - Grameen Bank, 2006
  - Istituto di diritto internazionale, 1904
  - Campagna internazionale per il bando delle mine antiuomo (ICBL), 1997
  - International Physicians For The Prevention Of Nuclear War, 1985
  - Ufficio internazionale Nansen per i rifugiati, 1938 (Fridtjof Nansen nel 1922)
  - Bureau international permanent de la paix, 1910
  - Pugwash Conferences on Science and World Affairs, 1995
  - Unione europea, 2012
  - Organizzazione per la proibizione delle armi chimiche, 2013
  - Campagna Internazionale per l’Abolizione delle Armi Nucleari, 2017